# Гашев, Михаил Александрович
Михаил Александрович Га́шев (1898—1978) — советский учёный, конструктор в области систем питания и управления электрофизических установок, один из разработчиков экспериментальной термоядерной установки «Токамак-3», дважды лауреат Сталинской премии.

## Биография
Родился в Бирске (ныне Башкиртостан).
Работал в Перми на городской электротехнической станции: мастер, техник (1917—1919, 1922—1923).
В 1919—1922 годы служил в РККА, участник Гражданской войны.
Окончил четыре курса Ленинградского электротехнического института (1927), позднее экстерном сдал выпускные экзамены и защитил диплом.
В 1928—1941 годы инженер-конструктор, заместитель начальника конструкторского бюро, начальник конструкторского бюро аппаратостроения завода «Электросила».
В июле-сентябре 1941 года командир первого полка народного ополчения завода «Электросила».
В 1941—1946 годы  в эвакуации на Свердловском электротехническом заводе, организатор и руководитель бюро низковольтного аппаратостроения.
В 1948—1968 годы заместитель начальника отдела НИИ электрофизической аппаратуры имени Д. В. Ефремова.
Разработчик и проектировщик схем и систем питания и управления электрофизических установок для нужд атомной науки и техники.

## Признание
- Сталинская премия второй степени (1951) — за участие в проектировании, разработке и изготовлении элементов мощного синхроциклотрона
- Сталинская премия второй степени (1953) — за разработку и внедрение в промышленность электромагнитного метода разделения изотопов и получение этим методом лития-6.
- орден Красной Звезды
- медаль «За оборону Ленинграда».